# みぞおちの滝
みぞおちの滝（みぞおちのたき）は、香川県東かがわ市五名にある宮川の滝。落差は20メートル。香川県自然記念物に指定。

## 地理
吉野川水系の日開谷川の支流である宮川にかかる滝で、東かがわ市の西部、讃岐山脈の標高300メートルのところに位置する。花崗岩からなる階段状の急な崖を流水が落下している。また過去の地殻変動を示す和泉層群との関連性から、地質学的にも貴重な場所とされている。
1990年（平成2年）2月20日に香川県自然記念物に指定された。

## 交通
- JR高徳線「讃岐白鳥駅」より車で約30分。